# Muhammad Fadhil Mohd Zonis

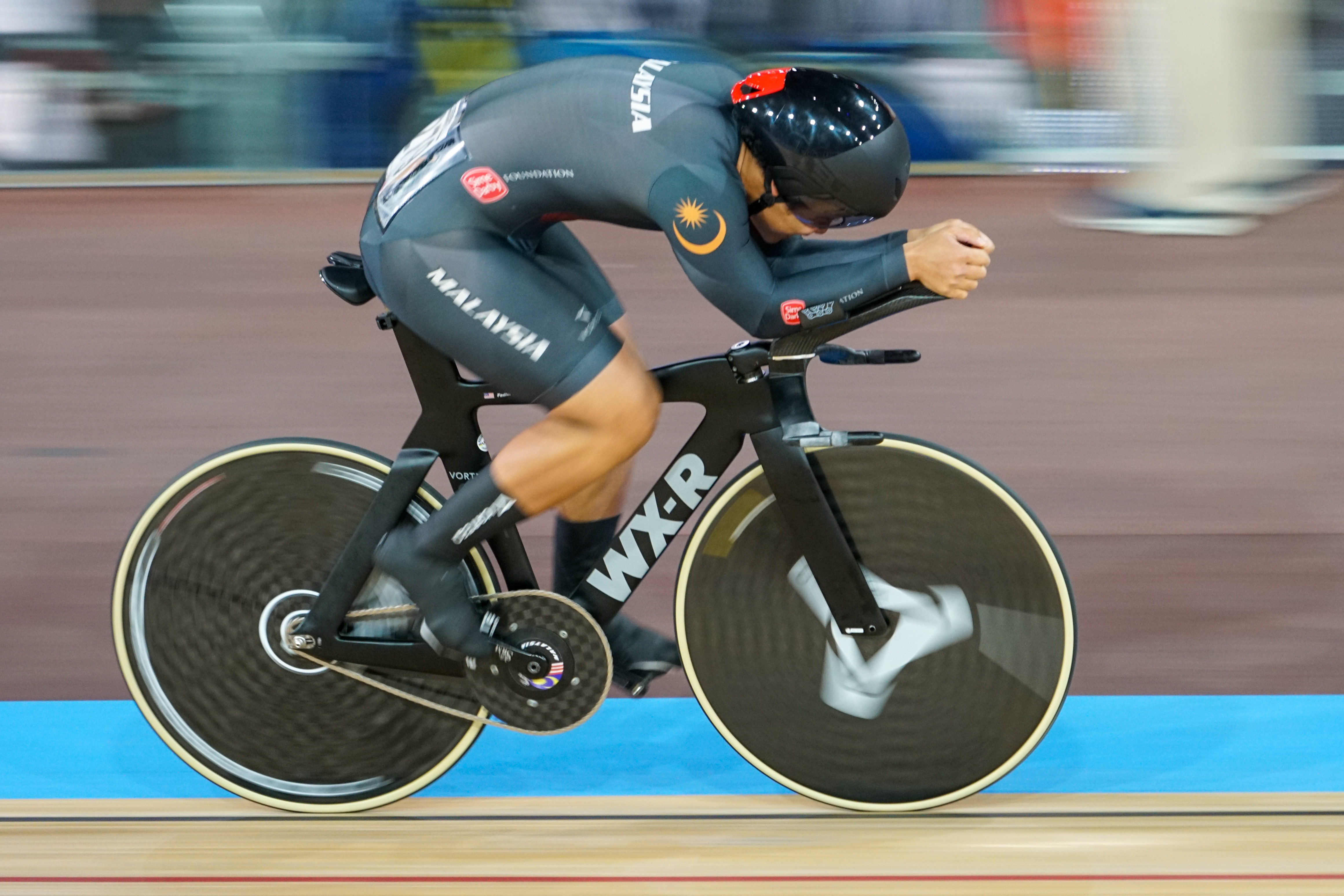
Mohd Zonis bei der Bahn-WM 2020 in Berlin

Muhammad Fadhil Mohd Zonis (* 3. Dezember 1997 in Kuala Selangor) ist ein malaysischer Bahnradsportler, der auf die Kurzzeitdisziplinen spezialisiert ist.

## Sportliche Laufbahn
2018 wurde Muhammad Fadhil Mohd Zonis nationaler Meister im 1000-Meter-Zeitfahren. Mit Azizulhasni Awang und Shah Firdaus Sahrom errang er bei den Asienspielen im selben Jahr Silber im Teamsprint. 2019 belegten die drei Fahrer bei den Asienmeisterschaften Platz drei. 2020 gewann er mit Silber bei den Asienmeisterschaften im 1000-Meter-Zeitfahren seine erste internationale Einzelmedaille.
Bei den Bahnradsport-Weltmeisterschaften 2020 in Berlin belegte Mohd Zonis im Zeitfahren Platz acht und verbesserte in der Qualifikation den elf Jahre alten nationalen Rekord auf 1:00,305 Minuten.

## Erfolge
2014
- Asienmeisterschaft (Junioren) – Keirin

2015
- Asienmeister (Junioren) – Zeitfahren
- Asienmeisterschaft (Junioren) – Teamsprint (mit Muhamad Khairil Nizam Rasol und Mohamad Shariz Efendi Mohd Shahrin)

2017
- Südostasienspiele 2017 – Zeitfahren, Teamsprint (mit Muhamad Khairil Nizam Rasol und Mohamad Shariz Efendi Mohd Shahrin)

2018
- Asienspiele – Teamsprint (mit Azizulhasni Awang und Shah Firdaus Sahrom)
- Malaysischer Meister – 1000-Meter-Zeitfahren

2019
- Asienmeisterschaft – Teamsprint (mit Azizulhasni Awang und Shah Firdaus Sahrom)

2020
- Asienmeisterschaft – 1000-Meter-Zeitfahren

2021
- Nations’ Cup in Hongkong – Keirin
- Malaysischer Meister – 1000-Meter-Zeitfahren

2022
- Asienmeisterschaft – 1000-Meter-Zeitfahren, Teamsprint (mit Shah Firdaus Sahrom und Ridwan Sahrom)
- Malaysischer Meister – 1000-Meter-Zeitfahren

2023
- Asienmeister – 1000-Meter-Zeitfahren
- Asienmeisterschaft – Teamsprint (mit Muhammad Ridwan Sahrom und Umar Hasbullah)
- Asienspiele – Teamsprint (mit Umar Hasbullah und Muhammad Ridwan Sahrom)

2024
- Asienmeisterschaft – Teamsprint (mit Muhammad Ridwan Sahrom und Umar Hasbullah)

2025
- Asienmeisterschaft – Teamsprint (mit Muhammad Ridwan Sahrom und Mohd Akmal Nazimi Jusena)